# 坎塔布里亚共产党
坎塔布里亚共产党（西班牙语：Partido Comunista de Cantabria）是西班牙共产党在坎塔布里亚自治区的分支。该党于1986年11月13日在西班牙内政部正式注册。它的意识形态是共产主义、马克思主义。它的政治立场是左翼。